# Nordgermersleben
Nordgermersleben is een plaats en voormalige gemeente in de Duitse deelstaat Saksen-Anhalt, en maakt deel uit van de Landkreis Börde.

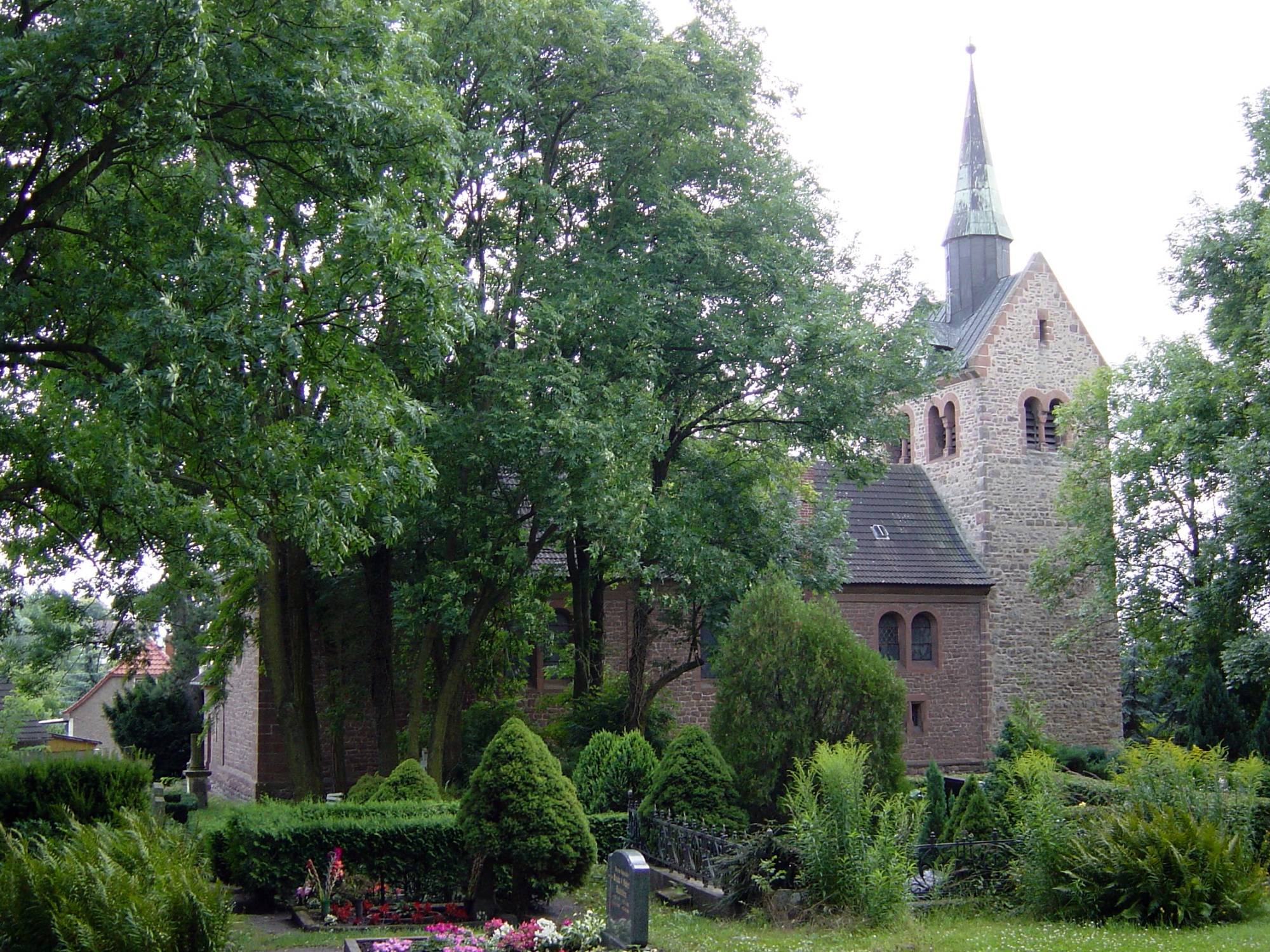
Kerk in Nordgermersleben

Nordgermersleben telt 940 inwoners.